# Parelbaarzen
Parelbaarzen (Glaucosomatidae) zijn een familie van straalvinnige vissen uit de orde Acropomatiformes.

## Geslacht
- Glaucosoma Temminck & Schlegel, 1843